# Horseshoeichthys
Horseshoeichthys è un genere estinto di pesci ossei appartenente all'ordine Ellimmichthyiformes. La specie tipo, Horseshoeichthys armaserratus, è stata scoperta in Canada e in Alaska in terreni del Cretaceo superiore (Campaniano - Maastrichtiano).

## Descrizione
Horseshoeichthys armaserratus si distingue da altri ellimmittiformi per una combinazione unica di caratteristiche: mesetmoide a forma di Y nella parte anteriore, presenza del sopraorbitale, scudi predorsali subrettangolari con margine posteriore dotato di grosse serrae tondeggianti e una prominente proiezione anteriore, scaglie con serrae sui circuli e due postcleitri.

## Classificazione
Horseshoeichthys armaserratus venne descritto per la prima volta nel 2010, sulla base di un esemplare completo rinvenuto nella Formazione Horseshoe Canyon, presso il sito fossilifero dell’Albertosaurus bonebed in Alberta, in Canada, risalente all'inizio del Masstrichtiano. Altri fossili sono stati ritrovati nella formazione Prince Creek in Alaska, in terreni un po' più antichi (tardo Campaniano).
Horseshoeichthys è attribuito agli Ellimmichthyiformes per la presenza di caratteri morfologici distintivi come il sesto infraorbitale dotato di canale sensoriale che si connette al quinto infraorbitale, l’assenza dell’osso sopraorbitale, scudi predorsali subrettangolari, contatto mediano tra i parietali e la presenza di due supramaxillae.
Questo genere è stato avvicinato alle famiglie Sorbinichthyidae e Armigatidae a causa della presenza di costole addominali che si articolano in cavità nei centri vertebrali, spine posteriori sugli scudi predorsali e assenza di una spina mediana su questi ultimi.

## Paleobiogeografia e significato
Si tratta del primo ellimmittiforme d’acqua dolce noto dal Cretaceo superiore del Nord America e rappresenta l’occorrenza più a nord conosciuta per il gruppo, a circa 59° di latitudine nord.
La morfologia del dentario e dei centri vertebrali è condivisa con esemplari provenienti da microvertebrati in tre formazioni sottostanti, inclusa la Formazione Milk River (Santoniano), indicando una presenza di questo clado per almeno 14 milioni di anni.